# HMS Sjöhästen (1940)
Pour les autres navires du même nom, voir HMS Sjöhästen.
Le HMS Sjöhästen est un sous-marin de classe Sjölejonet de la marine royale suédoise.

## Construction
Le navire a été commandé à Kockums Mekaniska Verkstads AB à Malmö et sa quille a été posée en 1940. Le navire a été lancé le 19 octobre 1940 et a rejoint la flotte le 18 juin 1941

## Utilisation du service
Le navire a été retiré du service le 1er avril 1963 et vendu en 1963 à Ystad pour démolition.